# Kazimierz Czerwiński (polityk)
Kazimierz Czerwiński (ur. 21 grudnia 1946 w m. Stajne) – polski inżynier i polityk, poseł na Sejm X kadencji.

## Życiorys
W 1972 ukończył studia na Politechnice Wrocławskiej, uzyskując tytuł zawodowy magistra inżyniera budownictwa. Pracował w Polskich Kolejach Państwowych, m.in. jako zastępca naczelnika Zarządu Drogowego Wschodniej Dyrekcji Okręgowej Kolei Państwowych.
Od 1967 działał w Stronnictwie Demokratycznym, był przewodniczącym Miejskiego Komitetu w Lublinie, a zarazem działaczem Niezależnego Samorządnego Związku Zawodowego „Solidarność”. W 1989 uzyskał mandat posła na Sejm kontraktowy z puli SD w okręgu lubelskim. Na koniec kadencji należał do Parlamentarnego Klubu Chrześcijańsko-Ludowego, zasiadał w Komisjach Handlu i Usług, Polityki Przestrzennej, Budowlanej i Mieszkaniowej, Systemu Gospodarczego, Przemysłu i Budownictwa i Systemu Gospodarczego i Polityki Przemysłowej oraz komisjach nadzwyczajnych. W 1993 bez powodzenia kandydował do Sejmu z listy Koalicji dla Rzeczypospolitej.
Później związany z Prawem i Sprawiedliwością, kandydował z jego list w wyborach samorządowych w 2006. Działacz Akcji Katolickiej. W trakcie kampanii prezydenckiej w 2015 został członkiem Ogólnopolskiego Komitetu Poparcia Andrzeja Dudy.